# Agononida emphereia
Agononida emphereia is een tienpotigensoort uit de familie van de Munididae. De wetenschappelijke naam van de soort is voor het eerst geldig gepubliceerd in 1997 door Macpherson.